# John Guidetti

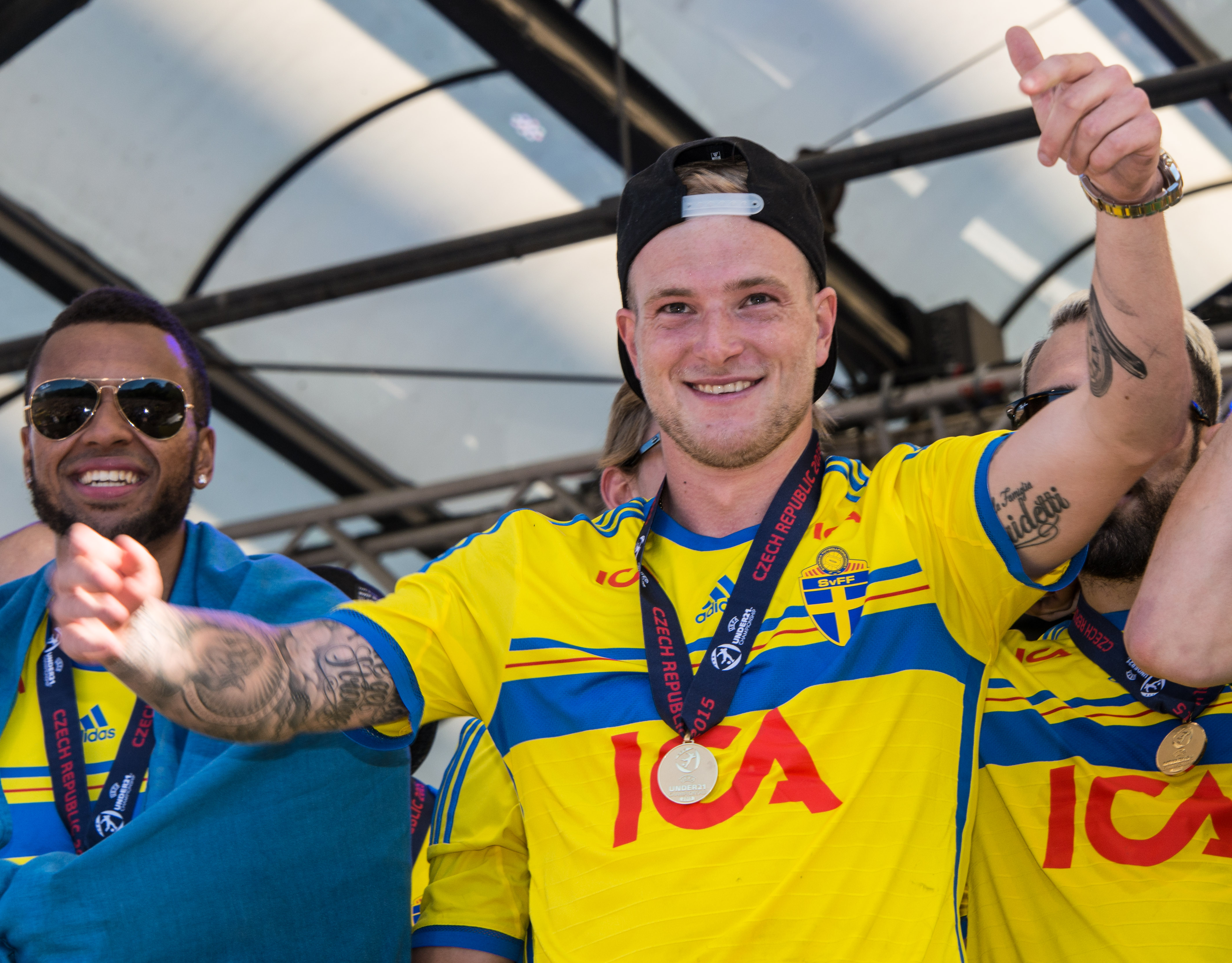
Guidetti drar igång publiken i Kungsträdgården, Stockholm, när de nyblivna Europeiska U21-mästarna 2015 firas.

John Alberto Guidetti, född 15 april 1992 i Västerleds församling, Stockholms län, är en svensk fotbollsspelare (anfallare) som spelar för AIK i Allsvenskan.
Guidetti var en del av det svenska U21-landslaget som vann EM-guld 2015.

## Klubbkarriär

### Ungdomsproffs
John Guidettis moderklubb är Brommapojkarna. Härifrån värvades han som 15-årigt ungdomsproffs till Manchester City 2008 och hade starka anbud från flera serie-A klubbar. Guidetti bodde delvis under uppväxten i Kenya, då hans föräldrar arbetade med ett skolprojekt där, och spelade fotboll i slumområdet Kibera, bland annat.

### Tillbaka i Sverige
Under våren 2010 lånades Guidetti ut till Brommapojkarna i Allsvenskan. Strax innan utlåningen visade lokalkonkurrenten Djurgården ett intresse för ett lån, men affären avböjdes då Guidetti valde att komma hem och spela för sin moderklubb.
I Guidettis allsvenska debut i bortamatchen mot Trelleborg 19 april assisterade han Olof Guterstams 1–0-mål i matchens allra sista minut. Han gjorde sedermera tre egna mål och fyra assists på sju starter för Brommapojkarna. När Guidetti gjort sin sista match för BP under lånetiden låg BP på femte plats i tabellen. Efter detta sjönk laget och slutade sist.

### Manchester City
I oktober 2010 debuterade Guidetti 18 år gammal i Manchester Citys A-lag i en cupmatch mot West Bromwich. Han spelade 90 minuter och gjorde den målgivande passningen till lagets enda mål.
I november samma år meddelade klubben att Guidetti lånats ut till Burnley FC. Kort därefter spelade han sin första ligamatch när han med ett mål bidrog till att laget vände ett 0–1-underläge till seger med 2–1 på bortaplan mot Barnsley. I början av januari 2011 avslutade Manchester City utlåningen och kallade hem Guidetti. Under våren fick han flera gånger erfarenhet av A-lagsspel, bland annat i FA-cupsemifinalen mot Manchester United. 
I januari 2013 gjorde Guidetti comeback efter nio månaders frånvaro på grund av sjukdom. Han spelade då hela U21-matchen mot Reading och gjorde mål i tionde minuten.

### Feyenoord
Från och med hösten 2011 var Guidetti utlånad till Feyenoord i Nederländernas högsta division. Här tog han en ordinarie startplats och gjorde 31 poäng (23 mål och 8 assister). Det goda poängsnittet blev sedermera till det högsta för hela decenniet 2010-2020 och möjliggjordes bland annat tack vare tre hat trick utförda i tre hemmamatcher i rad: mot Twente i december, i januari mot Ajax och i februari mot Vitesse. Den 15 april 2012 gjorde Guidetti i sin 22:a ligamatch för Feyenoord sitt 20:e ligamål.

### Stoke
Tillbaka i Manchester City lånades Guidetti i mitten av januari 2014 ut till ligakonkurrenten Stoke, ett av lagen strax ovanför nedflyttningsplatserna. Han gjorde här sin A-lags-comeback och Premier League-debut den 18 januari mot Crystal Palace. I följande match blev han poängräddare genom att ordna den matchavgörande straffen mot Norwich. Speltiden blev fortsättningsvis, trots goda spelinsatser, ändå ännu begränsad för Guidetti i de påföljande matcherna. Som helhet blev därför speltiden i Stoke en besvikelse på grund av Managern Mark Hughes klara ovilja att satsa på den unge svenske Manchester City-anfallaren på lån, som startspelare för Stoke, utan använde John bara mestadels som inhoppare.

### Celtic
I september 2014 blev Guidetti klar för en ny lånetid, nu i Celtic FC i Scottish Premier League, som säsongen 2014/15 skulle spela i Europa League. Tack vare dispens godkändes lånet trots att transferfönstret redan hade stängt; dock tilläts inte svensken att ta plats i klubbens Europa League-trupp före nyåret.
Guidetti gjorde sitt första mål för Celtic 24 september 2014, i ligacupen mot Heart of Midlothian FC. Sammanlagt under sin låneperiod gjorde  Guidetti 27 poäng (varav 15 mål) på 23 starter och blev klubbens bästa poänggörare säsongen 2014/15 trots att speltiden efter nyåret blev rejält begränsad på grund av att Guidetti konsekvent tackade nej till flera kontraktserbjudanden från klubben.

### Celta Vigo
I juli 2015 stod det klart att Guidetti skrivit på ett femårskontrakt med den spanska La Liga-klubben Celta Vigo. Han presenterade sig genast som målskytt i stormötet med Barcelona i september när han vände bort världsbacken Gerard Piqué och sköt in sitt första La Liga-mål. Den då 23 år gamla Guidetti gjorde mål efter endast fyra minuter på planen, vilket fastslog slutresultat på 4–1 till Celta Vigo.

### Hannover 96
Den 17 januari 2020 lånades Guidetti ut till Hannover 96 på ett låneavtal över resten av säsongen 2019/2020.

### AIK
Den 5 maj 2022 skrev Guidetti på ett treårskontrakt med AIK som gäller från den 15 juli 2022 till den 31 december 2025. Han anslöt sig sedan till truppen i juli 2022 när sommarfönstret öppnades. Han gjorde sin debut för klubben under en hemmamatch på Friends Arena mot Kalmar FF den 17 juli 2022. Guidetti spelade 65 matchminuter då AIK vann matchen med 1–0 inför 24 769 åskådare. I en intervju efter matchen var Guidetti känslofylld och sade följande: 
| ”               | Jag höll på att bryta ihop när jag gick ut på planen. Jag var nära till tårar flera gånger, på riktigt alltså. Då har jag ändå gått ut på många mäktiga arenor. | „ |
| – John Guidetti | |   |

Första målet för klubben kom den 24 juli 2022 när han gjorde öppningsmålet i en 3–2-seger över IFK Värnamo på Finnvedsvallen. Han klackpassade även fram en assist till Nicolás Stefanellis matchvinnande mål i den 69:e matchminuten.
Den 16 oktober 2022 gjorde han både mål och assist när AIK slog ärkerivalen Djurgårdens IF med 1–2 borta på Tele2 Arena.
Den 29 september 2024 avgjorde Guidetti Stockholmsderbyt hemma mot Hammarby IF med ett mål på stopptid, matchen slutade 1–0 på Strawberry Arena.

## Landslagskarriär
I slutet av maj 2010 togs Guidetti för första gången ut till det svenska U21-landslaget och han spelade sedan från start i EM-kvalvinsten på bortaplan mot Israel den 4 juni. Första målet i U21-sammanhang kom mot Serbien i juni 2011. Efter svenskens målrekordssuccé i den holländska ligan under säsongen 2011/12 höjdes starka röster – bland fansen, hos "folket" såväl i massmedia som bland Sveriges elitfotbollstränare – för att han skulle få ta chansen också i A-landslaget och ges en plats i landslaget till sommarens EM-slutspel. Guidetti medgav även offentligt att han satsade på en plats i EM-laget och Zlatan utnämnde Guidetti till Sveriges joker inför mästerskapet.
Vårvintern 2012 gjorde Guidetti debut i A-landslaget i en landskamp den 29 februari borta mot Kroatien. 19 år gammal fick han spela hela andra halvlek och det sågs som ett styrkebesked att vara en av Sveriges två anfallare i 40 minuter tillsammans med Zlatan Ibrahimović och därefter med Tobias Hysén. Sverige vann landskampen med 3–1 och den Guidetti var direkt inblandad i två av målen och sågs som ett stykebesked. Zlatan utnämnde Guidetti i en liveintervju på plan direkt efter matchen till Sveriges nya joker till EM-mästerskapet.
Guidetti kom dock inte med till EM då han hade ätit en dåligt tillagad maträtt och drabbats av en campylobacterbakterie. Bakterien skulle hålla honom borta från landslaget och allt fotbollsspelande fram till 2013.
Sommaren 2015 var Guidetti tongivande och anförde U21-landslaget till Sveriges första, och hittills enda, Mästerskapsguld någonsin på herrsidan som Europamästare med U21-landslaget i U21-EM. Guidetti kom tvåa i skytteligan i EM. Den 9 oktober samma år spelade han sin första tävlingsmatch i A-landslaget i den stabila EM-kvalsegern borta mot Liechtenstein på Rheinpark Stadion.

## Utanför planen
Johnny G (The Guidetti Song) är en hyllningssång till Guidetti, som låg etta på Sverigetopplistan 2015. och har erhållit 4 x Platinum och har över fem miljoner YouTubevisningar.
Guidetti var sommarpratare i Sveriges Radio den 27 juni 2012.
John Guidetti är son till Mike och Susanne Guidetti. Namnet Guidetti kommer från hans farfar som var från Italien.
John är gift med Sanna Guidetti, född Dahlström. De lärde känna varandra när de gick i samma skola som tolvåringar.
John Guidetti har tre barn.

## Meriter
- Guld i U21-Europamästerskapet i fotboll 2015
- Scottish Premiership mästare 2014/2015
- Skotska ligacupen vinnare 2015

## Matcher och mål

### Landslag (Sverige)
- Totalt: 18 / 26 (P15-U21)
- 2015: 1 / 1 (U21)[44]
- 2014: 1 / 1 (U21)
- 2013: 1 / 2 (U21)
- 2012: 1 / 0 (A)
- 2011: 8 / 4 (U21)[45]
- 2010: 2 / 0 (U21)[46]
- 2009: 1 / 4 (U19)
- 2009: 2 / 4 (U17)[47]
- 2008: 7 / 8 (P16/92)
- 2007: 2 / 2 (P15/92)

### Klubblag
Statistiken nedan avser endast matcher och mål för seriespel i A-lag på seniornivå. 
Matcher i nationella cuper, reservlagsmatcher eller juniorlagsmatcher med mera inkluderas ej.
- 2015–  : 3/ 5 (Celta Vigo –)/ ( 3 starter 5 mål )
- 2014–15: 23 / 15 (Celtic – lån) ( 23 matcher 27 poäng: 15 mål  12 assists )
- 2014 (vår): 0 / 6 inhopp (Stoke - lån)
- 2011–2012: 23 matcher / 20 liga mål, 8 ass (Eredivisie, Feyenoord – lån)
- 2010–2011
  - nov 10–jan 11: 5/1/2 (2 start, 3 inhopp) / 1 (Championship, Burnley – lån)
  - okt 22–okt 10: 1 / 0 / 1 ass (FA Cupen, Manchester City)
- 2010  vår: 8 / 3/4 ass (Allsvenskan, BP – lån
- 2008–2010: 0 / 0 (Premier League, Manchester City)
- 2008  vår: 2 / 0 (Superettan, BP)